# زكاة النقدين

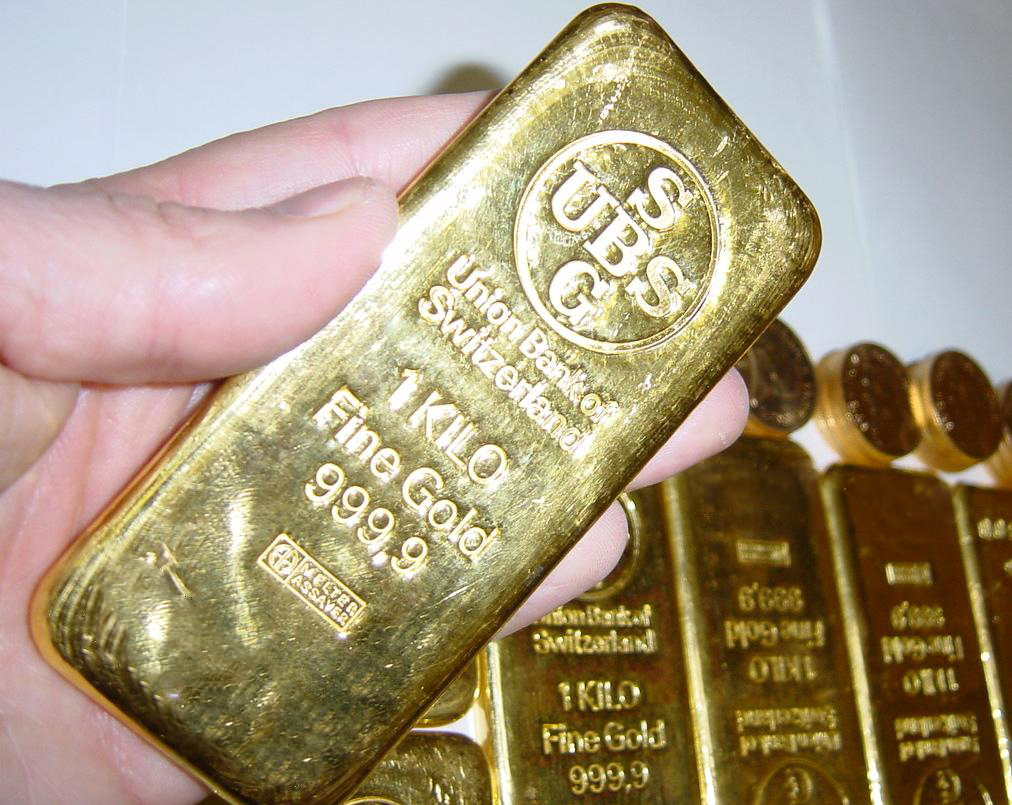
سبيكة ذهب

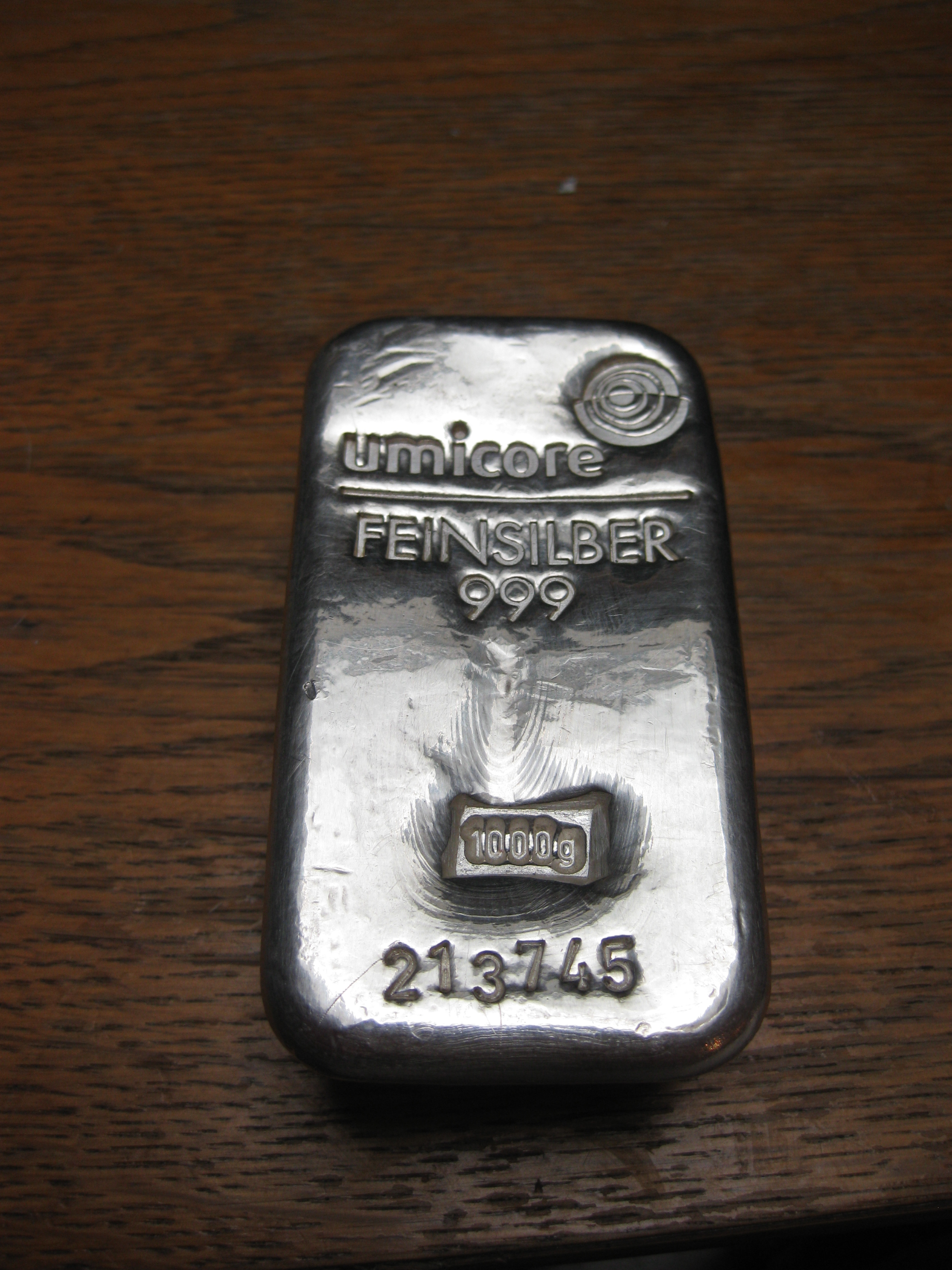
سبيكة فضة

زكاة النقدين هي: الزكاة الواجبة بقدر مخصوص في الذهب والفضة، عند بلوغ النصاب، ونصاب الذهب: عشرون مثقالا، ونصاب الفضة خمس أواق وهي: مائتا درهم. وقدر الزكاة الواجب إخراجها في ذلك: ربع العشر. وفي إيتاء الزكاة التعبد لله تعالى بإخراج جزء واجب شرعاً، في مال معين، لطائفة أو جهة مخصوصة. ويقصد بالنقدين الذهب والفضة سواء كانا في صورة نقود أو سبائك أو تِبرًا أو غير ذلك.

## زكاة النقد
زكاة النقد أو زكاة النقدين أي: الذهب والفضة، حيث تتعلق الزكاة بأصل الأثمان وهو: القدر الخالص من الذهب والفضة. فالذهب والفضة جنسان زكويان، يتصفان بعدة خصائص، واختلاف أي منهما في النوعية، كالجودة والرداءة لا يؤثر في الزكاة، بل تتعلق الزكاة بالقدر الخالص منهما، ويزكى من نفس ذلك النوع جيدا كان أو رديئا. والذهب والفضة جنسان من المعادن يستخرجان من الأرض على هيئة تراب أو ما يسمى: تبرا ثم يصاغ إلى قطع نقدية أو حلي أو غير ذلك، وجنسهما الزكوي يشمل: التبر والسبائك والقطع النقدية، ومما يتعلق به وجوب الزكاة: ما يؤخذ منهما للاستعمال المنهي عنه، مثل: الأواني. وأما الحلي المتخذ للزينة؛ ففيه تفصيل: فإن كان للتجارة، أو للاقتناء (كنز المال)؛ فتجب فيه الزكاة، وإن كان التحلي به حراما مثل: الحلي للرجل؛ فتجب الزكاة فيه، وإن كان التحلي به مباحا مثل: الذهب والفضة الذي تتخذه المرأة للزينة المعتادة؛ فلا تجب فيه الزكاة إن كان بالقدر المعتاد المتعارف عليه، قليلا كان أو كثيراً، ما لم يبلغ حد الإسراف، وعند الحنفية تجب الزكاة فيه مطلقا.

## حكم الزكاة
الزكاة أهم أركان الإسلام بعد الشهادتين والصلاة، وهي الركن الثالث من أركان الإسلام.
1. قال الله تعالى: سورة التوبة: ﴿خُذْ مِنْ أَمْوَالِهِمْ صَدَقَةً تُطَهِّرُهُمْ وَتُزَكِّيهِمْ بِهَا وَصَلِّ عَلَيْهِمْ إِنَّ صَلَاتَكَ سَكَنٌ لَهُمْ وَاللَّهُ سَمِيعٌ عَلِيمٌ ۝١٠٣﴾ [التوبة:103].
2. وعن ابن عمر  قال: قال رسول الله- ﷺ-: «إِنَّ الإِسْلَامَ بُنِيَ عَلَى خَمْسٍ شَهَادَةِ أَنْ لَا إِلَهَ إِلَّا اللهُ وَإِقَامِ الصَّلَاةِ وَإِيتَاءِ الزَّكَاةِ وَصِيَامِ رَمَضَانَ وَحَجِّ البَيْتِ». متفق عليه.

## الأدلة على وجوب زكاة الذهب والفضة
تجب الزكاة في الذهب والفضة، سواء كانا نقوداً، أو سبائك، أو تِبْراً، إذا بلغا نصاب.

### من القرآن الكريم
قال الله تعالى: ﴿يَا أَيُّهَا الَّذِينَ ءآمَنُوا إِنَّ كَثِيرًا مِنَ الْأَحْبَارِ وَالرُّهْبَانِ لَيَأْكُلُونَ أَمْوَالَ النَّاسِ بِالْبَاطِلِ وَيَصُدُّونَ عَنْ سَبِيلِ اللَّهِ وَالَّذِينَ يَكْنِزُونَ الذَّهَبَ وَالْفِضَّةَ وَلَا يُنْفِقُونَهَا فِي سَبِيلِ اللَّهِ فَبَشِّرْهُمْ بِعَذَابٍ أَلِيمٍ. (34) يَوْمَ يُحْمَى عَلَيْهَا فِي نَارِ جَهَنَّمَ فَتُكْوَى بِهَا جِبَاهُهُمْ وَجُنُوبُهُمْ وَظُهُورُهُمْ هَذَا مَا كَنَزْتُمْ لِأَنْفُسِكُمْ فَذُوقُوا مَا كُنْتُمْ تَكْنِزُونَ(35)﴾

### من السنة المطهرة
| - وعن أَبي سَعِيدٍ الخدري رَضِي اللَّه عَنْه قال قَالَ النَّبِيُّ ﷺ-: «لَيْسَ فِيمَا دُونَ خَمْسِ أَوَاقٍ صَدَقَةٌ وَلَيْسَ فِيمَا دُونَ خَمْسِ ذَوْدٍ صَدَقَةٌ وَلَيْسَ فِيمَا دُونَ خَمْسِ أَوْسُقٍ صَدَقَةٌ». متفق عليه. - حديث علي بن أبي طالب ـ ـ أن النبي ﷺ قال: «إذا كانت لك مائتا درهم، وحال عليها الحول ففيها خمسة دراهم، وليس عليك شيء ـ يعني في الذهب ـ حتى يكون لك عشرون ديناراً، فإذا كانت لك عشرون ديناراً، وحال عليها الحول ففيها نصف دينار (رواه أبو داود) - ما رواه عبد الله بن عمرو بن العاص أن امرأة جاءت إلى النبي ﷺ وفي يد ابنتها مسكتان غليظتان من ذهب، فقال: "أتؤدين زكاة هذا؟" قالت: لا، قال: "أيسرك أن يسوِّرك الله بهما سوارين من نار؟" فخلعتهما وألقتهما إلى رسول الله ﷺ وقالت: "هما لله ورسوله". |

## متعلقات زكاة النقدين

### النصاب
- النصاب في اللغة الأصل وأصله المنار وهو العلم ومنه الأنصاب، حجارة نصبت علما للعبادة، وأخذت من الارتفاع ; لأن نصائب الحوض حجارة ترفع حوله، والنصاب أصل الوجوب وعلم عليه، ومرتفع عن القلة، فاجتمعت المعاني كلها فيه.
- وفي النسائي، قال : المكيال على مكيال أهل المدينة، والوزن على وزن أهل مكة.[4]

### مقدار الزكاة
- وفي الجواهر قال ابن حنبل : أخبرني كل من أثق به أن دينار الذهب بمكة وزنه اثنان وثمانون حبة، وثلاثة أعشار الحبة من حب الشعير المطلق، والدرهم سبعة أعشار المثقال، فالدرهم المكي سبع وخمسون حبة وستة أعشار الحبة وعشر عشر حبة.
- قال سند: كل عشرة دراهم سبعة مثاقيل، وكانت الدراهم بغلية ثمانية دوانق، وطبرية أربعة دوانق، فجمعت في الإسلام، وكل جعل كل درهم ستة دوانق.
- وقال غيره: والبغلية كبرت لرداءتها، وكان الاجتماع على ذلك في زمن عبد الملك بن مروان، والظاهر من الاجتماع إنما كان ذهاب تلك الرداءة التي هي من آثار الكفر، وإن الدرهم كان معلوما في زمنه ; ولذلك رتب الزكاة عليه، وكانت الأوقية في زمنه أربعين والسن نصف أوقية، والنواة خمسة دراهم.

والنقدان ثلاثة أقسام:
أعيان موجودة، وقيم المتاجر، وديون في الذمة
ودلّت السنة الصحيحة عن النبي ﷺ في حديث أنس في كتابه ﷺ حينما قال: (وفي الرقة في كل مائتي درهم ربع العشر).فدل على أن الزكاة واجبة في الرقة وهي الفضة، والإجماع قائم على وجوب الزكاة في الذهب والفضة، وأنهما من الأموال التي ينبغي تزكيتها إذا بلغت النصاب وحال عليها الحول، أعني الشروط المعتبرة للحكم بفرضية الزكاة.

## كيفية زكاة النقدين
إذاً أوجب الله عز وجل زكاة النقدين، والعلماء يقولون: يستوي في ذلك ما كان منها مغشوشاً، وما كان منها خالصاً، وتوضيح ذلك أنهم في القديم كانوا يضربون الذهب دنانير، ويضربون الفضة دراهم، ويحتاج الذهب إلى شيءٍ من المعدن من النحاس أو الحديد يتقوى به، ولذلك لا يصفو الدينار ذهباً خالصاً؛ لأن الذهب ضعيف، فإذا كان الدينار مشوباً وفيه غش فللعلماء في هذه المسألة خلاف، 
بعض العلماء يقول: الدنانير ينظر إليها بالرواج، فإذا راج المغشوش منها كرواج الذي لا غش فيه وهو الخالص وجبت زكاة المغشوش كزكاة الخالص.
مثال ذلك: إذا قلنا: إن خمساً وثمانين غراماً هي مقدار النصاب في الذهب، فإن الذي عنده من دنانير الذهب ما يبلغ هذا الوزن، يجب عليه أن يؤدي منها سواءً كانت مغشوشة أو كانت خالصة، فلا يلتفت إلى وجود الغش؛ لأنها بالرواج، أعني كون الناس يتعاملون بها كتعاملهم بالخالص نزِّلت منزلة الخالص فكأنه لا شائبة فيها، وهذا القول يقول به بعض الفقهاء، كما هو مذهب المالكية.
راي الحنابلة والشافعية
وقال الحنابلة، ويوافقهم الشافعية: يُنظر إلى الصافي والخالص، فالدنانير إذا كانت مشوبة، لا بد وأن يُنظر إلى خالصها من الذهب، والدراهم إذا كانت مشوبة لا بد وأن ينظر إلى خالصها من الفضة، فلا تجب الزكاة إلا في الخالص منها، فإن نقصت في الخالص عن قدر الزكاة، كأن يكون عنده عشرين ديناراً وفيها مشوب فحينئذٍ لا تجب عليه الزكاة؛ لأنها بالمشوب نقصت عن هذا القدر، وعلى هذا قالوا: إنه يلتفت إلى الأصل، فإذا كانت خالصة وبلغت النصاب وجبت الزكاة، وإن كانت مشوبة ولا يبلغ قدر الخالص منها نصاباً فلا تجب فيها الزكاة.ولا شك أن هذا القول الثاني أقوى من جهة النظر والاعتبار؛ لأنه إذا قيل: إن الزكاة وجبت في ذهب وفضة، فينبغي الالتفات إلى الذهب والفضة بذاتها دون ما خلطها من الشوائب.

### مقدار نصاب الذهب
| يجب في الذهب إذا بلغ عشرين ديناراً فأكثر ربع العشر. - الدينار يساوي من الذهب مثقالاً، والمثقال يزن بالميزان المعاصر 4.25 غرام. - عشرون ديناراً تساوي بالوزن (85) جراماً من الذهب. | \| 20 × 4.25 = 85 جراماً من الذهب، هي أقل نصاب الذهب. \| \| — \| |
| 20 × 4.25 = 85 جراماً من الذهب، هي أقل نصاب الذهب. |                                                                 |
| — |                                                                 |

### مقدار نصاب الفضة
| يجب في الفضة إذا بلغت بالعدد مائتي درهم فأكثر أو بالوزن خمس أواق فأكثر ربع العشر. - مائتي درهم تساوي بالوزن (595) جراماً، وهي قدر (56) ريالاً سعودياً فضياً، وقيمة ريل الفضة السعودي تساوي الآن سبعة ريالات سعودية ورقية، فيكون حاصل ضرب | \| 56 × 7 = 392 ريال هو أقل نصاب العملة الورقية السعودية. \| \| — \|وفيها ربع العشر 9.8 ريالات يعادل 2.5% وهكذا. |
| 56 × 7 = 392 ريال هو أقل نصاب العملة الورقية السعودية. | |
| — | |

## تصنيع الذهب والفضة
تصنيع الذهب والفضة له ثلاث حالات:
1. إن كان القصد من التصنيع التجارة ففيه زكاة عروض التجارة ربع العشر؛ لأنه صار سلعة تجارية فَيُقَوّم بنقد بلده ثم يزكى.
2. وإن كان القصد من التصنيع اتخاذه تحفاً كالأواني من سكاكين وملاعق وأباريق ونحوها فهذا محرم، لكن تجب فيه الزكاة إذا بلغ نصاباً ربع العشر.
3. وإن كان القصد من التصنيع الاستعمال المباح، أو الإعارة ففيه ربع العشر إذا بلغ نصاباً، وحال عليه الحول.[7]

قال المصنف : [يجب في الذهب إذا بلغ عشرين مثقالاً، وفي الفضة إذا بلغت مائتي درهم ربع العشر منهما].
قوله: (يجب في الذهب إذا بلغ عشرين مثقالاً) هذا هو نصاب الذهب، والأصل فيه أن النبي ﷺ قال لـعلي: (إذا كان عندك دنانير أو ذهب فبلغ عشرين ديناراً، ففيها نصف دينار)، رواه الإمام الترمذي وأبو داود والنسائي وابن ماجة وأحمد، وهذا الحديث حسّن إسناده غير واحد من العلماء، وفيه كلام؛ لأنه من رواية عاصم بن أبي ضمرة عن علي رضي الله عنه، وفيه الكلام المعروف.
فيقولون: إن الإجماع انعقد على هذا الحديث، أن العشرين مثقالاً هي نصاب الذهب، ولا شك أن العلماء سلفاً وخلفاً أجمعوا على أن عشرين مثقالاً هي نصاب الذهب، فما نقص عن عشرين مثقالاً لا زكاة فيه، وبناءً على ذلك، قالوا: ينظر إلى وزنها وعِدلها، وعدل عشرين مثقالاً خمسة وثمانون من الغرامات الموجودة حالياً، فإذا بلغ الذهب خمسة وثمانين غراماً فإنه تجب فيه الزكاة، وإذا كان دون ذلك فإنه دون النصاب المعتبر، وهناك خلاف في المثقال، مما جعل الأنصبة عند العلماء تختلف، خاصة مع وجود الشوب في الدنانير القديمة، فبعض العلماء يقول: إنها تصل إلى ستة وتسعين غراماً، والخلاف ما بين خمسٍ وثمانين وست وتسعين غراماً، لكنه بالخالص المحرر هو خمسة وثمانون غراماً، وهو ما يعادل أحد عشر جنيهاً وثلاثة أسباع الجنيه السعودي، وهذا هو قدر النصاب من الذهب، والإجماع منعقد على وجوب الزكاة في هذا القدر، وأن ما دونه لا تجب فيه الزكاة.قوله: (وفي الفضة إذا بلغت مائتي درهم)، أما بالنسبة للفضة، فربطها النبي ﷺبمائتي درهم، والإجماع قائم على ذلك أن مائتي درهم هي نصاب الفضة، ولا خلاف في هذا من جهة العدد.
أما من جهة الوزن فخمس أواق، وفيها حديث الصحيحين: (ليس فيما دون خمس أواق من الفضة صدقة)، فهذا يدل على أن العبرة بخمس أواق وبمائتي درهم، إن كانت عدداً فبالدراهم، وإن كانت وزناً فبالأوقية، أما ضابطها بالغرامات، فهناك خلاف بين الجمهور والحنفية، والجمهور يقولون: إن مائتا درهم عربي تصل إلى خمسمائة وخمسة وتسعين غراماً، هذا بالنسبة لقدرها بالغرامات.هذا القدر أجمع العلماء على اعتباره في الذهب والفضة، لورود السنة في الفضة في الصحيحين، وأما بالنسبة للذهب فالحديث الذي ذكرناه، وله شواهد منها ما ذكره الإمام أبي عبيد القاسم بن سلام في كتابه الأموال، وكذلك حديث عمرو بن شعيب عن أبيه عن جده، فهذه الأحاديث هي أصل في نصاب الذهب ونصاب الفضة على الصورة التي ذكرناها.
قوله: (ربع العشر منهما) أي: من الذهب ومن الفضة، فعشرون ديناراً عشرها ديناران، وربع الدينارين يعادل نصف دينار، ولذلك في كل عشرين ديناراً نصف دينار كما جاء في حديث علي رضي الله عنه.
وأما بالنسبة للفضة ففي كل مائتي درهم خمسة دراهم، هذا هو ربع العشر لورود النص فيه: (في الرقة في كل مائتي درهم ربع العشر) ويسميه العلماء القدر الواجب، 
وفي هذا العصر يقولون: يعادل اثنين ونصف في المائة، هذا القدر هو الذي أوجبه الله عز وجل في زكاة الذهب وزكاة الفضة.

### زكاة الذهب المخلوط بفصوص من معدن آخر
إخراج الزكاة عن الذهب فقط، بما يساوي صرفه في السوق أما الفصوص والماس فلا زكاة فيه إذا كان للاستعمال، فإذا كان الذهب يبلغ النصاب معيار ثمانية عشر أو أكثر فإنه يزكى، والنصاب عشرون مثقالاً، اثنين وتسعون غرام من الذهب

## الصور

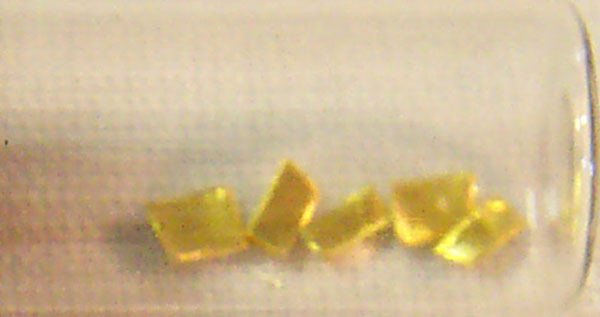
سبيكة ذهب
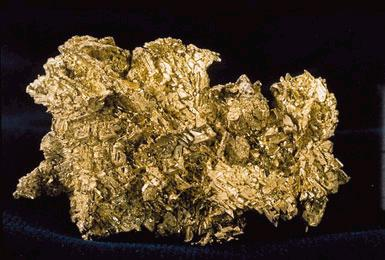
ذهب خام
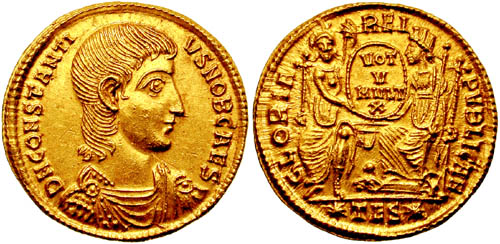
عملة من الذهب
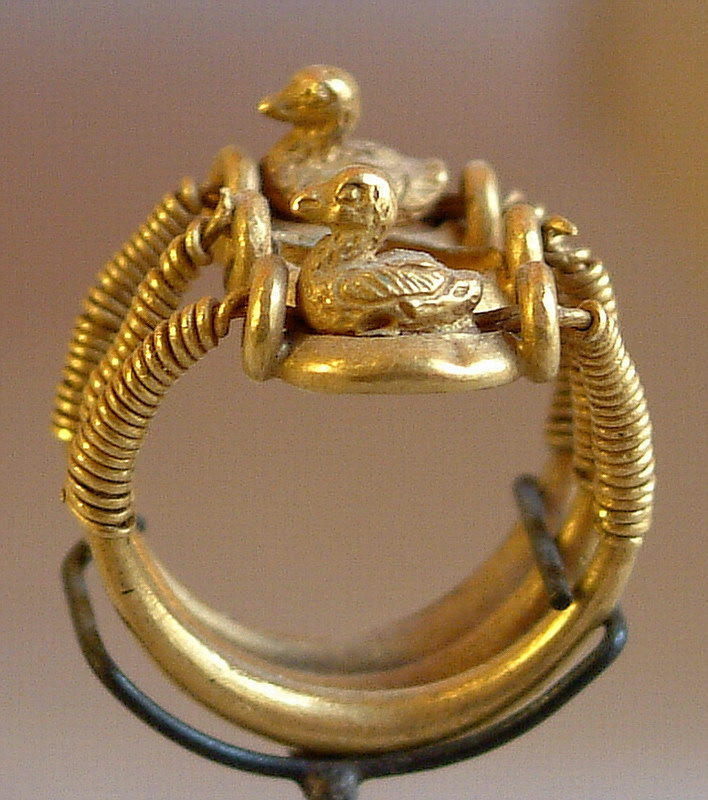
حلي من الذهب
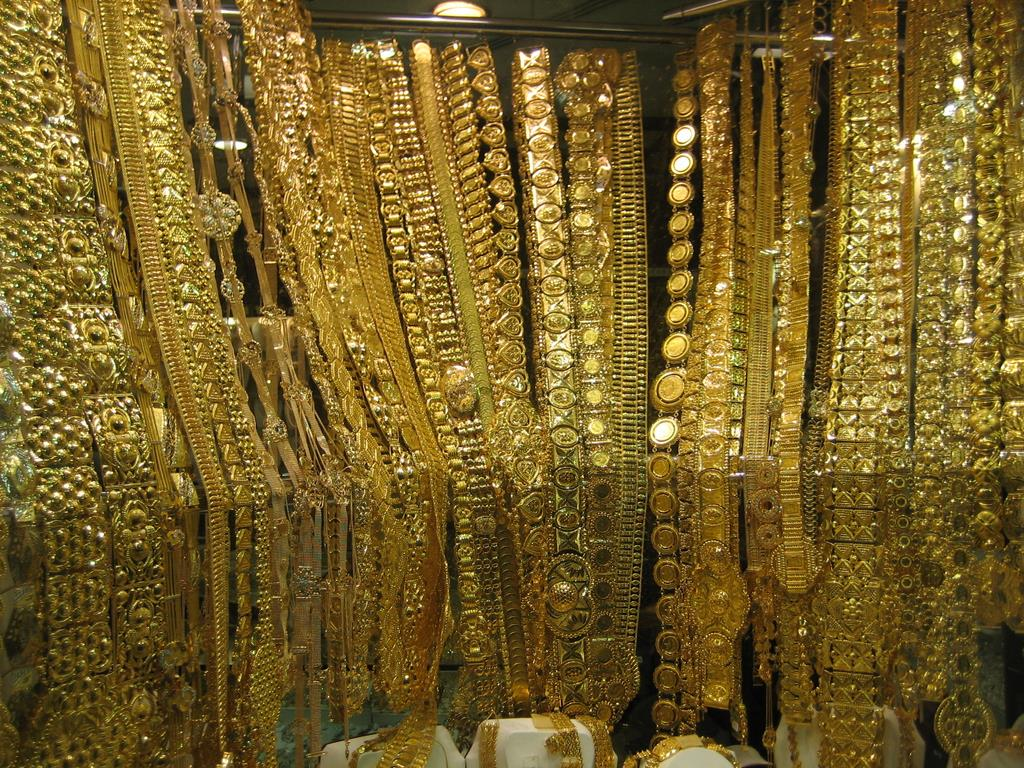
حلي ذهبية
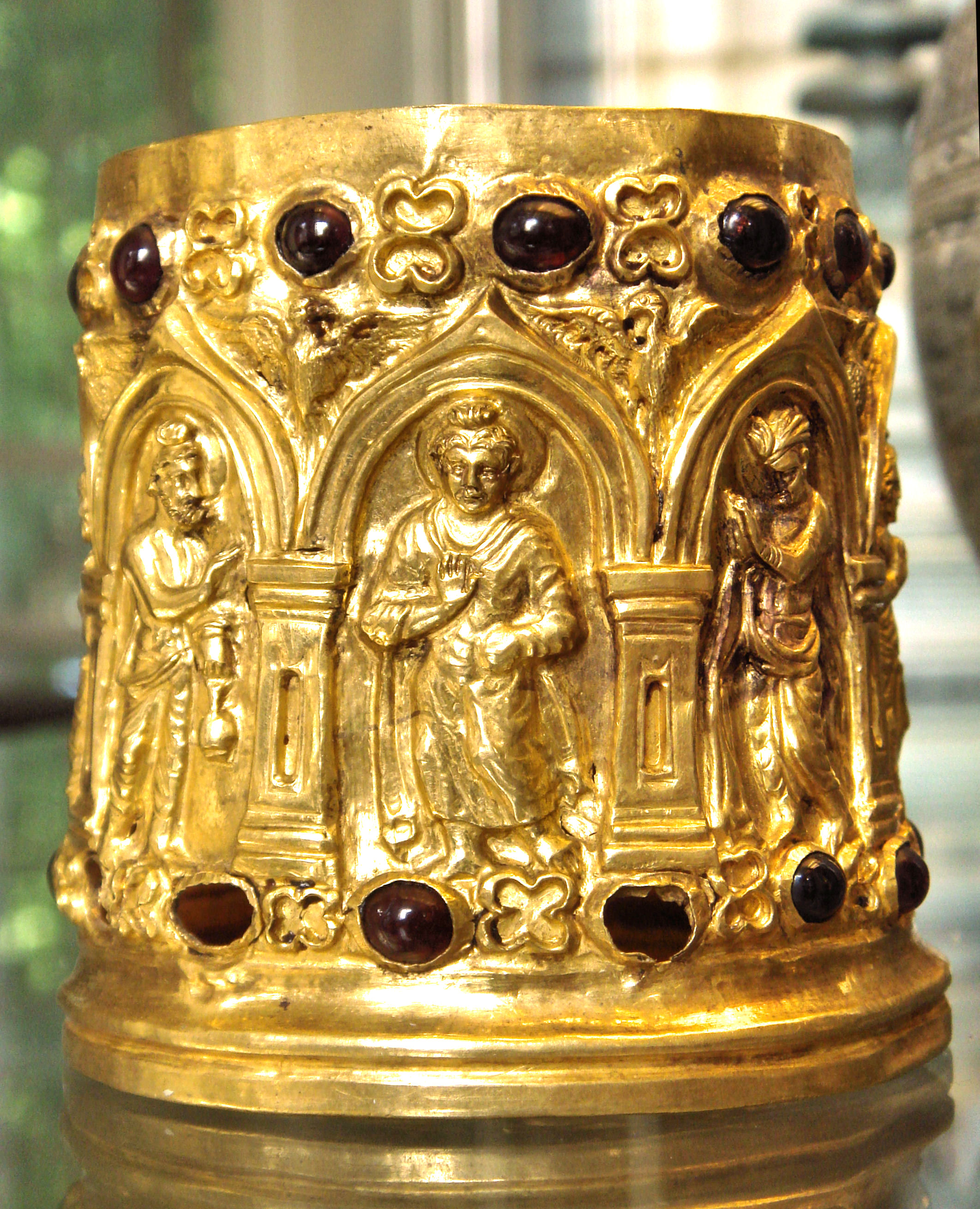
حلي ذهبية مرصعة بالجواهر
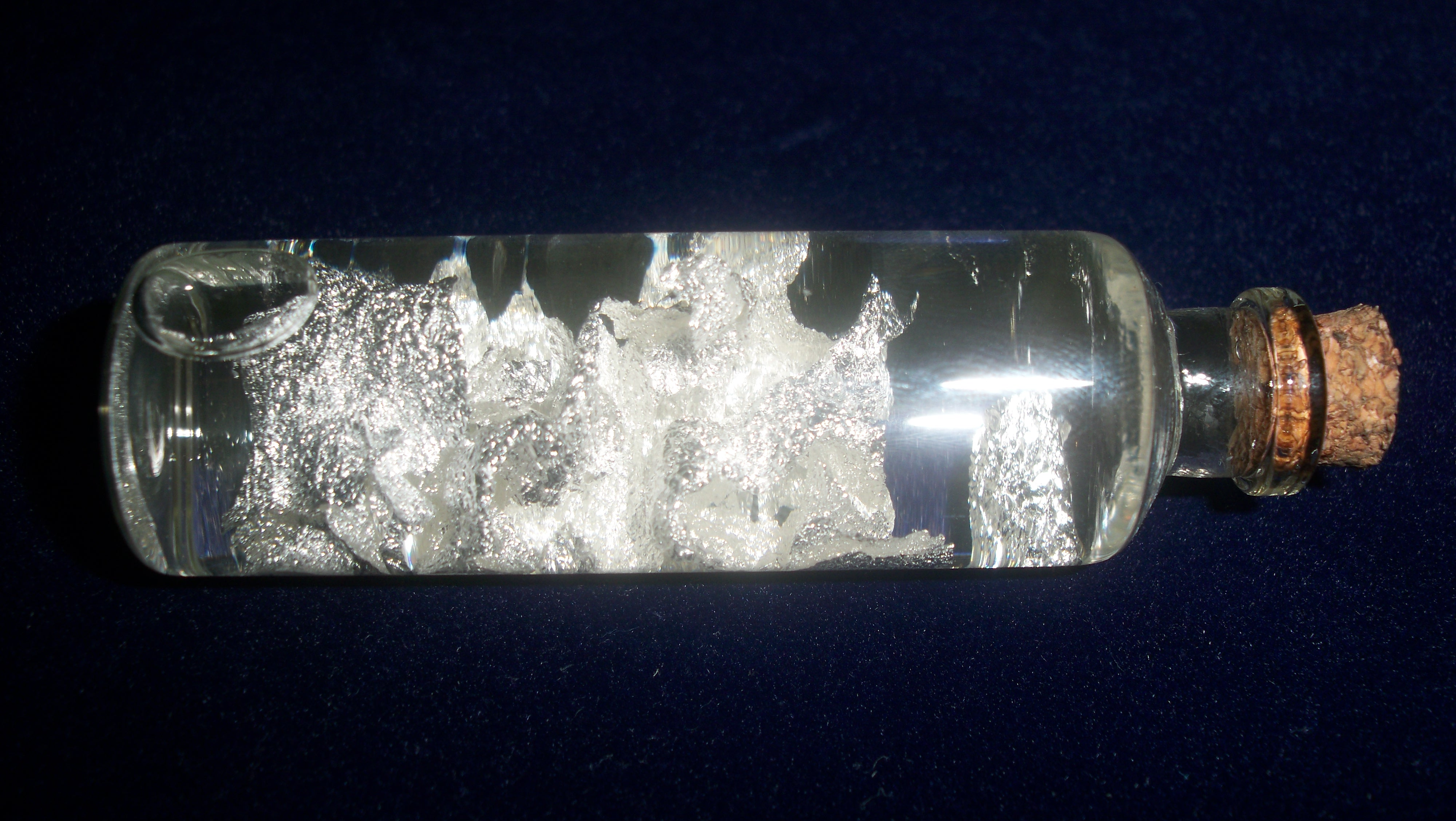
سبيكة فضية
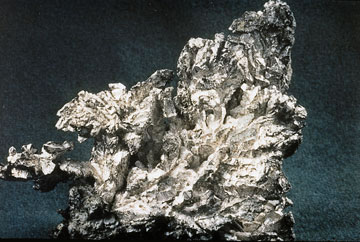
فضة خام
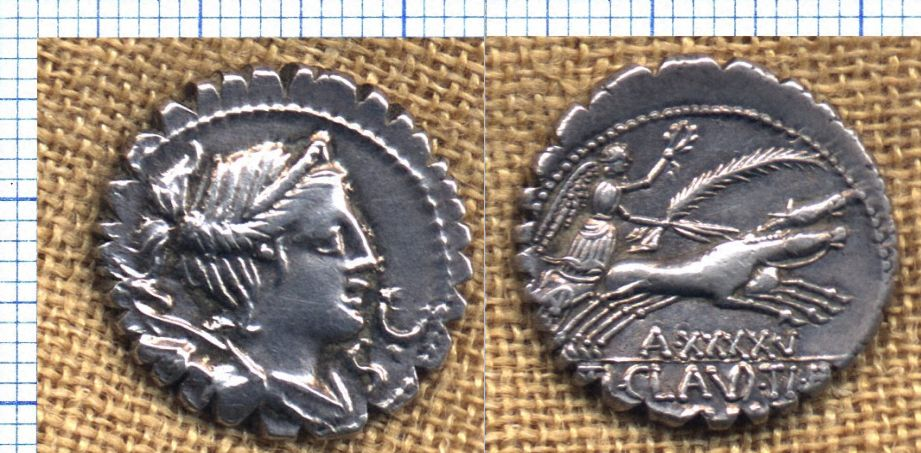
عملة فضية
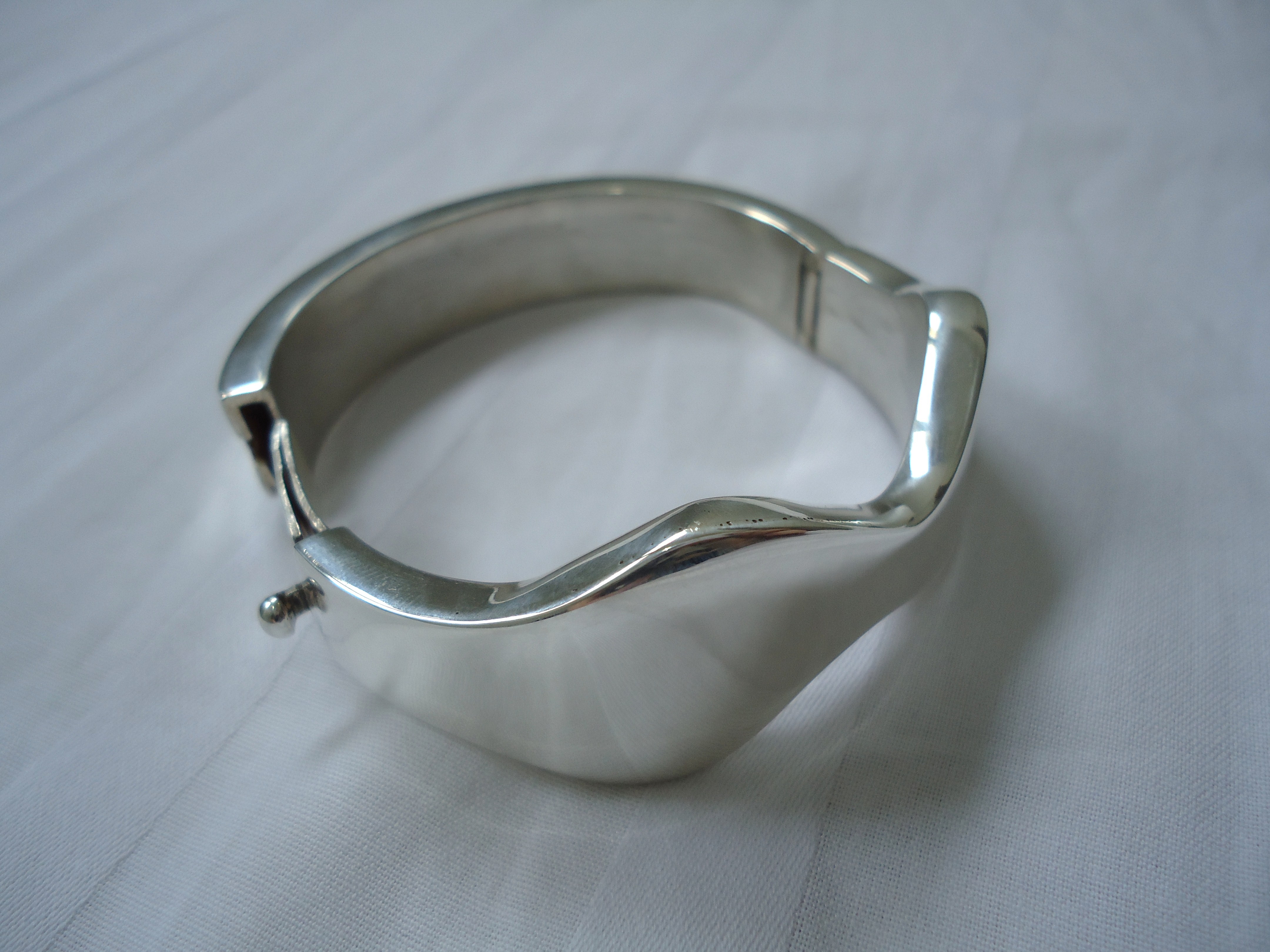
حلي من الفضة
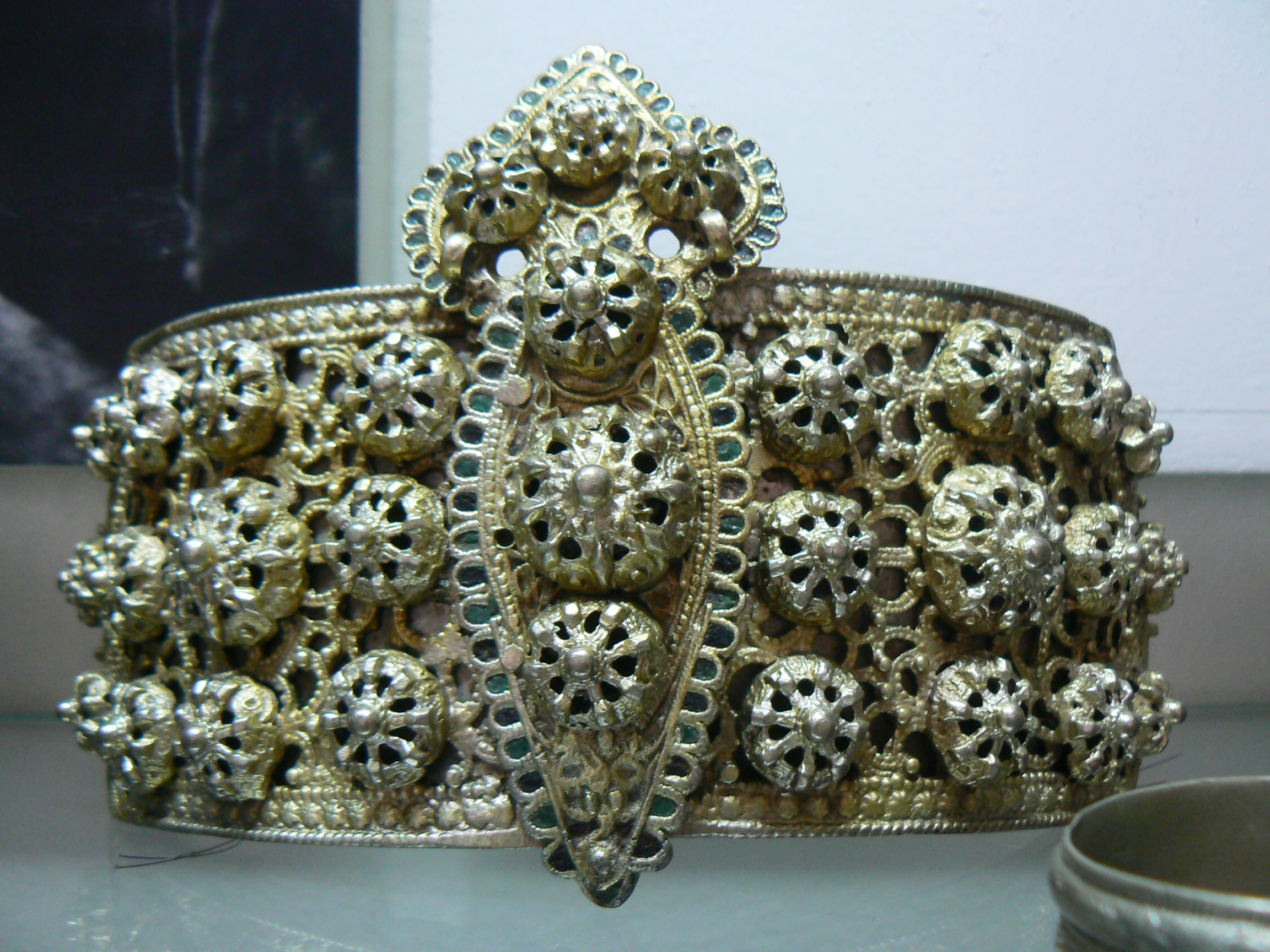
حلي فضية
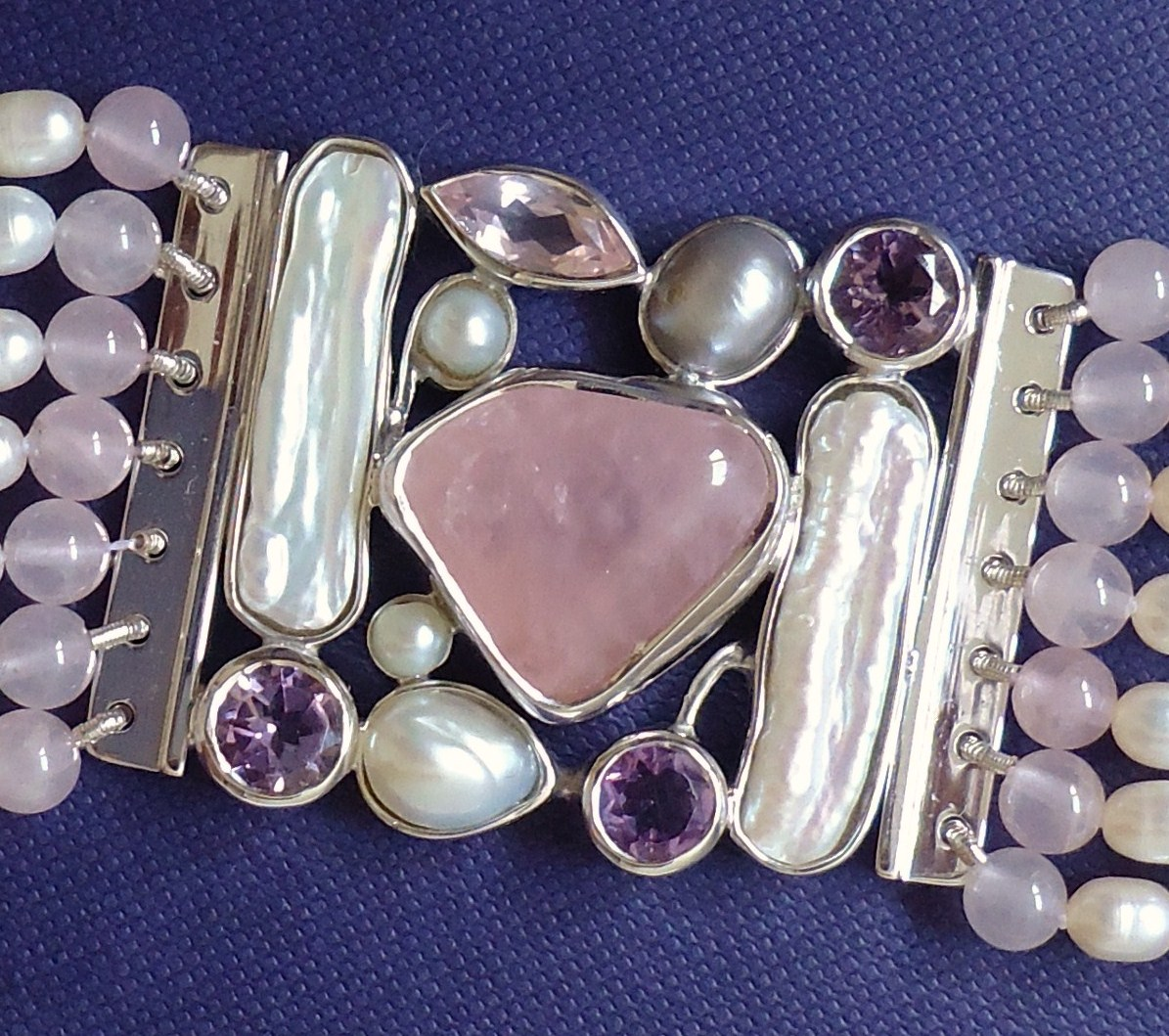
حلي فضية

## وصلات خارجية
- http://www.al-feqh.com/فقة_العبادات_المصور/الزكاة/زكاة_النقدين_والركاز.aspx
- http://www.binbaz.org.sa/taxonomy/term/140
- http://www.binbaz.org.sa/node/13475